# 黑海人體育場
黑海人体育场（羅馬化：Stadion "Chornomorets"）是一座位於烏克蘭南部城市敖得薩的足球場。興建於2011年，可容納34,164人，是敖德薩黑海人足球俱樂部的主場。
該場地被認為是2012年歐洲國家盃的體育場之一，但未能被提名。

## 外部連結
- 官方网站 （英文）
- Stadiony.net - Prokopenko Arena (Stadion Czornomorca) （页面存档备份，存于）